# تپه بابا گرد علی
تپه بابا گرد علی در شهرستان کوهدشت، بخش طرهان، ۲/۵ کیلومتری جنوب شهرگراب واقع شده و این اثر در تاریخ ۲۲ اسفند ۱۳۸۵ با شمارهٔ ثبت ۱۸۲۰۱ به‌عنوان یکی از آثار ملی ایران به ثبت رسیده است.